# ペルー早稲田大学探検部員殺害事件
ペルー早稲田大学探検部員殺害事件（ペルーわせだだいがくたんけんぶいんさつがいじけん）とは、1997年にペルーで発生し、早稲田大学の日本人学生2名が犠牲になった殺害事件。探検部に所属する2名が、アマゾン川をイカダで下る冒険旅行の途中、営利目的のペルー陸軍の兵士に暴行のうえ殺害された。事実誤認を指摘された橋本龍太郎首相の言動や事件への対処能力、補償問題、海外での日本人の安全確保、冒険の是非などさまざまな議論も起きた事件である。
この冒険旅行を計画および実施し、事件の被害を受けたのは、当時、早稲田大学理工学部3年生と商学部3年生の2名であり、以後それぞれAとBと表記する。事件の主犯格のペルー陸軍の軍曹（事件発生当時）をXと表記する。また人物の肩書、施設名称などは、事件発生当時のものである。

## 事件の背景

### ペルーにおける日系人の状況
日本からペルーに移民が始まったのは、公式には1899年からである。当初は未開の地であったアマゾン地域への入植であったが、より高い収入を求めて次第にリマなどの都市部に流入した。1930年頃のリマ圏の全人口の約5%が日本人移民であった。一部では日本人の商業独占状態が生まれ、これがペルー人との間で摩擦を引き起こした。1930年ごろから激しい排日運動が生じ、1940年にはリマで大規模な排日暴動が発生するに至った。さらに翌年、太平洋戦争が勃発すると、日本との国交を断交。ペルーの日系移民の財産没収が行われ、さらにアメリカの強制収容所へ送られるなど南アメリカの中で、もっとも厳しい敵対政策がとられた。戦後、ブラジルなどでは日本政府が関与する形で、大規模な日本人移民が再開された。しかし、ペルーではそのような形の移民は行わなれなかった。
戦前のペルーの日系移民に対しての厳しい状況を踏まえ、移民二世にあたる世代は、ペルー社会への溶け込みに力を注いだ。地道な地位向上の努力の結果、日系二世であるアルベルト・フジモリが1990年にペルー大統領の職についた。

### ペルーの政治状況

#### フジモリ大統領の支持率低下
フジモリ大統領は、ハイパーインフレーションと国家財政の破綻状況にあったペルーを公共料金や生活必需品の大幅値上げのショック療法と新自由主義的政策でペルー経済を立て直し、1995年の大統領選挙を優位に進め、再選された。しかし、二期目に入り、経済成長が鈍化し、進まない社会改革が批判されるようになった。1997年のフジモリ大統領の支持率は、支持41%、不支持52%となり、初めて不支持率が上回った。

#### 反政府組織とテロ活動
センデロ・ルミノソやMRTAなどの反政府組織がテロ活動を通じて、フジモリ政権を揺さぶった。特にフジモリ政権と日本の関係が注目を浴びていたため、日本関係の施設はテロの標的となった。センデロ・ルミノソは1990年12月、1991年4月、1992年12月の3度に渡り、日本大使館に爆弾攻撃を行った。1991年7月には、リマの北約50kmのワラルにあった日本の無償資金援助で建設された野菜生産技術センターがセンデロ・ルミノソの攻撃を受けた。この事件で、日本から派遣された専門家3名が殺害されるという事態になった。
これに対してフジモリ政権は軍や警察を介し、反政府組織へ厳しく対処した。1992年6月にはMRTAの最高指導者、ビクトル・ポライ・カンポスを逮捕。1992年9月にはセンデロ・ルミノソの最高指導者であるアビマエル・グスマンを逮捕。センデロ・ルミノソとMRTAの主要な幹部はほとんど逮捕されていった。
このように反政府組織の解体をすすめることで、テロ事件は減少した。1990年のペルーでのテロの発生件数は2779件、テロによる犠牲者1477名であった。1997年には、テロ発生件数が681件、テロによる犠牲者が130名と大幅に減少した。このようにフジモリ政権のテロに対する強行策は成果を出していた。
反政府組織は弱体化していたが、一定の作戦実行能力は残されたままであった。実際に、1996年12月17日には、MRTAによる在ペルー日本大使公邸占拠事件が発生した。事件は翌年の4月22日に警察の強制突入によって収束した。しかし、日系組織や日本人をターゲットにした報復テロが、いつ発生するかわからない状況は続いていた。

#### エクアドルとの国境線問題
当時のペルーは、北に接するエクアドルとの国境線が未確定の地帯が存在した。このため、エクアドル軍がペルー領に侵入する事態が度々発生した。フジモリ政権下においても1991年、1995年、1998年の3度、エクアドル軍はペルー領内に無断侵入を行った。1995年には限定的な交戦が発生し、この時は、ペルー軍は苦境に陥いる状況にもなった。事件の直後、1998年8月にもエクアドル軍が侵入し、軍事的緊張が再び高まった。

### ペルーの経済状況
1980年代後半、ガルシア大統領の経済政策の失敗により、ハイパーインフレーションにみまわれた。1990年の年率インフレは7649.7%に達した。フジモリ大統領は、このような国家財政の破綻状況にあったペルーを公共料金や生活必需品の大幅値上げのショック療法と、国営事業の民営化などの新自由主義的な経済政策でペルー経済を立て直しをはかった。
この結果、ペルー経済は、危機的状況を打開し、経済的および社会的安定を取り戻すことに成功した。フジモリが大統領に再選された1995年のGDP（国内総生産）の成長率は7.3%、完全失業率は7.6%であった。

### ペルー陸軍の内部状況
当時、ペルーは徴兵制度があり、兵役は2年間。上述のように殺害事件が起きた直後の1998年の8月にはエクアドル軍がペルー領内に侵入し、軍内部も情勢の急変に備えて緊張状態に置かれていた。
兵士の手当は月に20から30米ドル（当時のレートで約4千円弱）、下士官クラスで100から150米ドル（当時のレートで約2万円弱）程度であった。兵士は貧しい農村出身者が多く、都市部出身の士官からの暴力や同僚とのいざこざが日常茶飯事だったといわれる。

### 事件現場付近の状況
イキトスからアマゾン川を下り、東に約200km離れたペバス（Pebas）というアマゾン川支流のアムビヤク川沿いの小さな町がある。この町から1kmほど近くのアマゾン川とアムビヤク川の合流点にあったピファヤル監視所で事件が起きた。この監視所のあるベバスからさらにアマゾン川を下るとペルーとコロンビア、ブラジルの国境という場所であった。ペルーはコカインの原料となるコカ葉の世界有数の生産地であり、この一帯は麻薬組織がペルーとコロンビアを結ぶルートでもあった。このため船舶は軍のチェックを受けるように義務付けられていた。ここを通過する船舶は毎日20隻ほどだった。監視所付近の川幅は2〜3km。川岸には監視所での検問を呼びかける看板があり、監視所は24時間体制で通過する船舶のチェックを行っていた。
ペバスのラジオ中継施設で働いていた者によると、以前、ピファヤル監視所は数百人の兵士が駐屯する基地だったが、エクアドルとの関係が国境問題で緊張し、基地がエクアドル付近に移された。それにより20人ほどの部隊が交代で勤務する体制に縮小し、さらに監視所は「閉塞した状況」になったと話した。事件発生当時、Xを隊長とする守備隊16人が駐屯していた。守備隊16人のうち下士官が3人、13人が兵士だった。
一方で、現場はアマゾン観光の観光船が日に何度も通過するような場所でもあった。

### 他の海外での日本人事件被害
1980年代後半からの好景気と円高に支えられ、日本人の海外渡航者数は急増した。1990年には、日本人海外渡航者数が一千万人を超え、1985年から倍増となった。海外渡航者数の増加と共に、海外で事件や事故に巻き込まれるケースも増加した。
この事件の一か月後、1997年11月17日にエジプトの観光地ルクソールにおいて、テロリストの襲撃を受けて観光客と添乗員の日本人9名が殺害される事件が発生した（ルクソール事件）。日本人が短期間の海外観光旅行でもテロに巻き込まれる可能性があることを、不幸にも証明することになった。

### 冒険旅行の事前準備
以下、事前にAとBがこの冒険旅行のために準備していた事柄を箇条書きに示す。
- Bはこの前年の1996年8月から約2ヶ月[18]、ブラジルに偵察旅行に出向いていた[18][19]
- AはBと分担する形で1996年8月から約2ヶ月ペルーに偵察旅行を実施した[18]
- AとBは、早稲田大学語学研究所にてスペイン語とポルトガル語を1年以上勉強した[18][19]
- 探検部は部の公式活動として事前に2名の計画を承認した[20]
- 公式の活動として認められるに当たって、探検部の中で4回、両名の計画についての検討会を行った[20]
- 通過地域は外務省が危険地域に指定していないことを確認した[19][注釈 3]
- 同じくアマゾン川でイカダ下りをした経験者から情報収集を行っていた[20]

## 事件の経過

### 日本出発から事件発生まで
7月23日にペルー入国。8月18日にペルー中部のプカルパから、イカダによる川下りをスタートさせた。10月1日に、スタート地点のプカルパから約1,200km下流のイキトスに到着。10月15日、ペルーのイキトスから東京に連絡を入れ、川下りを再開した。

### 事件発生
10月17日の午後2時頃、AとBのイカダがペルーのピファヤル陸軍監視所付近を通過した。兵士らは、監視所に立ち寄らずに通過するイカダを認めた。隊長のXは、停船命令を意図するために、空に3発、イカダに向けて4発、発砲した。しかし、イカダはそれに気が付かず、そのまま通過した。Xは、兵士にボートでイカダを制止し連行するように命令。200mほど下った所で、イカダを停船させて、岸に横付けさせて、AとBを監視所に連行した。
またイカダのなかの所持品検査を実施、2名の所持金であった現金約1,200米ドルを見つけたことを兵士らはXに報告した。Xは、ひとまずAとBを当直室に監禁するように命じた。
Xは、兵士らに現金を強奪し山分けにする計画を持ちかけた。午後8時半ごろ、AとBを監視所の裏手に連れ出し、まずBの顔面を殴り、転倒した所を別の兵士により腹部が蹴られるなど、4名の兵士から暴行を受けて殺害された。この隙にAが走って逃げようとしたが、別の4兵士によりすぐに捕まった。長さ40cmほどの丸太で殴られるなどの暴行を受け、殺害された。
殺害直後、ジャングルの中では事件が発覚しないであろうというXの判断で、死体は監視所近くに放置されたままだった。
11月に部隊がエクアドル国境の基地へと移動することが決まると、10月31日にマチェテと呼ばれる山刀で頭、胴体、足、腕にばらし、付近の小川に隠したり、穴に埋めたりした。
強奪したAとBの所持金は、Xが750ドルを取り、他の兵士がそれぞれ30ドルずつ山分けした。

## 捜索の経過

### 音信不通から現地捜索
AとBはイキトスからの連絡の際に、連絡がなかった場合は捜索に動くという最終連絡日を12月3日に設定した。そしてその12月3日まで連絡が途絶えたままであることを確認した探検部と早稲田大学は12月4日に対策本部を設置。12月5日には、探検部員が冒険旅行のゴール予定にしていたブラジルのマナウスに向けて出発した。
ブラジルでは2名の入国記録がなく、目撃情報も得られなかった。このため、12月17日にブラジルでの捜索を打ち切り、ペルーへ移動することにした。また日本から探検部員1人をさらに派遣した。12月19日に在ペルー日本大使館がペルーの警察に対して正式な捜索願を提出。また日本でも記者会見が開かれて、事態が公となる。イキトスでAとBの目撃情報が得られ、またピファヤルにある監視所に必ず立ち寄るはずだという情報から、捜索範囲をイキトスからピファヤルの間とした。現地の警察と共同で捜索を始める。

### 事件の発覚
12月23日にペバスでAとBの所持品と思われるライフジャケットや寝袋を持っていた少年を現地警察が見つけ、その一家の民間人5人を尋問した。さらに12月24日、無人のイカダが発見される。少年ら民間人の供述からAとBが殺害された可能性が高まった。また軍人の関与があったという供述から、事件当時ペバスのビファヤル監視所に駐在していた兵士を、事件発覚時の任地であったエクアドル国境からイキトスに移送した。
12月26日、移送されて取り調べを受けていた兵士4人がAとBを殺害し、監視所近くのさとうきび畑に埋めたと供述。12月27日、容疑者の兵士2名と共にピファヤルで現場検証が行われ、供述通りにバラバラに切断された遺体が発見された。日本から送られた歯型の資料との照合や、遺体に残っていた着衣などから、AとBであると確認された。AとBの所持品を持っていた少年ら民間人は、兵士らがAとBを監視所で拘束し、イカダから離れた間に窃盗していたことが明らかになった。

## 捜索終了後の経過

### 葬儀および慰霊祭
1998年1月9日、遺族および早稲田大学の関係者が遺骨とともに成田に帰国。1月20日には、AとBの合同葬儀が執り行われた。
3月14日、早稲田大学大隈小講堂で2名の合同慰霊祭が行われた。遺族をはじめ、探検部員、探検部OB、大学関係者など300人が参加した。フジモリ大統領から死亡した両名およびその遺族に宛てた親書も、ここで公表された。

### ペルーでの裁判
1998年6月13日、イキトスのロレト高等裁判所で、この事件の刑事裁判の判決公判が開かれた。主犯格のXには終身刑が言い渡された。また共犯の元兵士6名に対して、強盗と殺人の罪で禁錮二十年が言い渡された。

### 補償問題
1998年10月15日の参議院の外交防衛委員会において、この事件の遺族に対する補償をペルーに要求すべきだとする佐藤道夫参議院議員の質問に対し、高村正彦外務大臣は「基本的には賠償の問題は当事者間の問題である」、「我が方からペルー政府に対して、政府が賠償金を払えというようなことでは基本的にはないのではないか」と答弁。日本政府としてこの事件の補償問題へ関与することに消極的な姿勢を見せた。
しかし、1999年12月14日の第146回国会参議院外交防衛委員会にて「在外邦人保護の趣旨を十分に踏まえ、外交上の適切な措置を講じ、ペルー国政府による相応の慰藉の措置が遺族に対し速やかになされるよう最善を尽くすべき」とする決議がなされた。
日本の外務省は、2000年4月8日に、ペルー政府が事件の被害者の遺族に対して、賠償金を支払って和解したことを認めた。ペルー大使館から遺族に対して示談の形で賠償金を支払う意向が示され、同意に至った。賠償額は非公表。

### 奨学金基金の設立
Aの遺族は、三回忌にあたる2000年、早稲田大学に1,000万円を寄付し、大学側はこれを奨学金基金とした。Aの名前を冠した奨学金が「創造理工学部総合機械工学科の3～4年生（ロボットに心を持たせる研究に従事していること）あるいは探検部員」という条件で交付されている。

## 事件後の影響

### 冒険旅行の是非
日本大学国際関係学部の大泉光一教授は、週刊誌のインタビューに対して「日本人の甘い常識が通用するような地域ではない」などとコメントした。一方、冒険家として知られる関野吉晴は、「川で検問をやっている軍隊に殺されることは、予測不可能だし、防ぎようがない。今回の事故は極めて特殊なケース」と述べた。
週刊誌には「アマゾン川で検問に当たる兵士の極端な待遇の悪さ。日本の裕福な若者の『冒険という名の遊び』が、貧しいペルーの若者兵士にはどう映ったのか」という読者からの投書があったのをはじめ、「無謀な遊び」「不用心」と被害にあった両名を攻撃する記事が多く掲載された。
大学および探検部の関係者は「両名の事前準備は十分行っていた」、「今回の事件は冒険旅行のためではなく、予想できない犯罪行為のため」とその都度、事実関係を説明した。

### 橋本龍太郎のコメントや事実認識およびその批判
内閣総理大臣の職にあった橋本龍太郎は事件の報に接し、1997年12月28日に記者団の前で「ペルーはMRTAだけでなくほかにもテロ組織があって、当然、政府軍との間でピリピリしている。十分事前に準備して最小限にとどめる必要がある。十分事前に準備をできていたのか、冒険好きの僕からみると疑問に思う」と述べた。だが実際には営利目的の正規軍兵士に殺害されている。
これに対して、被害者Bの父親は「日本を導く人間の発言が、たとえ戯言であっても、死者に対し、あの様な暴言を吐くべきではないと思います。絶対に許せません。怒髪天を衝く憤りを覚えます」と毅然とした態度で反論した。また探検部のOBで小説家西木正明は「総理は我々の後輩の活動を猿岩石のようなショービジネスの世界の流れのものと同一視されているのではないでしょうか。そんないい加減なクラブだと思われては心外です」とインタビューに応えた。
さらに小説家船戸与一をはじめ、小説家西木正明、ジャーナリストで鎌倉市長であった竹内謙、ジャーナリスト恵谷治ら探検部OB会有志47人の連名で、「内閣総理大臣・橋本龍太郎にたいする糾弾文」〔ママ〕を1998年1月26日発売の『週刊ポスト』183ページに意見広告として掲載した。糾弾文の文責は船戸与一。以下に、意見広告の内容の後半一部を抜粋し引用、以下に示す。
自身の対応の不備や能力不足などを指摘された橋本総理大臣は意見広告が掲載された翌日、記者団の前で事前に用意した釈明文を読み上げた。内容は「報道されたのは記者諸君への発言の一部に過ぎず、犠牲者の方に説教を行なう趣旨ではなかった。不快な思いをされたというのであれば、それは自分の本意ではなかったことをご理解いただきたい」というものであった。
作家の大石英司は、自身のエッセイにおいて「橋本総理の発言があちこちで批判されていますけれど、そんなに目くじら立てなければならんような発言だろうか？」と疑問を呈している。
四日市大学助教授の富田与は、橋本の最初の談話は2つの問題があると指摘した。ひとつは、「この事件でAとBの2名は、テロリストや麻薬密輸人と誤認されて殺されたのではなく、兵士の営利目的での犯罪で殺されたこと。従って、「テロ」や「現地での緊張状態」とは直接関係がない」という首相が誤った認識を持っていたという問題。もうひとつは「事件の責任があたかも殺害されたAとBの2名の軽率さにあったかのようなメッセージを含んでいる。本来問われるべきペルー政府およびペルー軍とその最高責任者であるフジモリ大統領の責任を不問に付している」という問題点であった。

### ペルー政府の対応に対する批判
ペルー政府は事件を起こしたとされる兵士を容疑が固まらないうちに軍籍から外し、一般犯罪として裁判にかけた。つまり事件の背景にある問題を兵士の個人的事情にした。これは事実上、ペルー軍およびペルー政府の責任逃れともとれる。

### 日本政府のペルー政府への対応に関する批判
直近で発生した、ルクソール事件での日本政府の対応は毅然としており、国会答弁においても「橋本総理の方からムバラク大統領に対しましてメッセージを発出いたしまして、我が国としましてはこのような卑劣なテロ行為を断固糾弾する」と表明していた。
一方で、この事件については上述のような橋本総理大臣のコメントや国会での政府答弁「基本的には賠償の問題は当事者間の問題である」などに見られるように、消極的な態度であった。日本政府のこのような態度に関して、「大統領が日系なので仲間意識が働いたのでは」という指摘もなされた。また「強く抗議することで、フジモリ大統領の立場を悪くするのは避けるべき」という配慮がなされたともいわれる。
このような政府の態度に対して、1999年12月14日に参議院外交防衛委員会で「（日本政府は）外交上の適切な措置を講じ、ペルー国政府による相応の慰藉の措置が遺族に対し速やかになされるよう最善を尽くすべき」という決議がなされた。これを受け、外務省はペルー政府に対して円満解決を働きかけた。結果として、遺族側とペルー政府との間で和解が成立した。
参議院議員でこの問題を度々取り上げていた佐藤道夫は、「日本政府が在外邦人の生命にきちんと責任を持つという姿勢を国際的に示す前例になったと思う」とコメントした。